# Michal Kordula
Michal Kordula (Ratíškovice, 11 febbraio 1978) è un ex calciatore ceco, di ruolo centrocampista attuale responsabile del settore giovanile dello Slovacko.

## Carriera

### Club

#### Slovácko
Fa la sua prima apparizione con lo Slovácko il 14 agosto 2009 nella sconfitta fuori casa per 1-0 contro lo Zbrojovka Brno.
Mette a segno il suo primo gol con lo Slovácko nella vittoria fuori casa per 1-0 contro il Bohemians 1905, regalando il successo alla sua squadra.